# Вхождение Казахстана в состав Российской империи
Вхождение Казахстана в состав Российской империи — длительный процесс вхождения населённых казахами территорий в состав Российской империи начавшийся в конце XVIII века и в первой половине XIX века.

## Хронология

### Общая характеристика
Вхождение Казахстана в состав Российской империи было длительным и сложным процессом, который происходил с 1820 по 1873 год. Этот процесс можно охарактеризовать по следующим пунктам:
Исторический контекст и причины:
- В начале XVIII века Казахское ханство было разделено на три жуза: Младший, Средний и Старший. Междоусобные войны и набеги джунгар ослабили экономику и политическую стабильность региона[1].
- Хан Младшего жуза Абулхаир искал защиты от внешних угроз, таких как джунгары и кокандцы, и обратился к Российской империи с просьбой о покровительстве[2].

Начало процесса присоединения:
- В 1730 году Абулхаир отправил посольство к российской императрице Анне Иоанновне с просьбой о принятии подданства. В 1731 году эта просьба была удовлетворена, и началось присоединение Младшего жуза к России.
- 10 октября 1731 года хан Абулхаир и старейшины Младшего жуза официально приняли российское подданство.

Расширение российского влияния:
- В последующие десятилетия Россия продолжала укреплять своё влияние в регионе через дипломатические и военные средства. В 1740 году Средний жуз также принял российское подданство.
- В XIX веке Россия завершила присоединение казахских земель, включая Старший жуз, через военные экспедиции и административные реформы.

Политические и социальные изменения:
- Присоединение Казахстана сопровождалось изменением традиционной системы управления, этим изменениям активно сопротивлялись казахи . Российская империя внедрила новые административные структуры, что способствовало колониальной политике освоения земель.
- Введение российских законов и норм способствовало развитию торговли, строительству городов и проникновению капиталистических отношений в регион.

Последствия для Казахстана:
- Присоединение к России привело к значительным изменениям в социальной и экономической жизни казахов. Это включало культурное влияние, развитие образования и промышленности.

Таким образом, вхождение Казахстана в состав Российской империи было многоэтапным процессом с комплексными социальными, экономическими и политическими последствиями для региона.

## История и историография
С джунгарами казахи воевали постоянно на протяжении многих лет. К примеру В 1681—1684 годах в ходе очередного набега на Южный Казахстан был разрушен город Сайрам. 1681 год — вторжение Галдан Бошогту-хана в Семиречье и Южный Казахстан. Казахский правитель Тауке-хан (правил в 1680—1718 годы) был разбит, а его сын попал в плен. В 1683 году джунгарская армия под командованием племянника Галдан-Бошогту-хана Цэван-Рабдана дошла до Чача (Ташкента) и Сырдарьи, разбив два казахских войска. В результате походов 1683—1684 годов произошёл военный захват джунгарами Сайрама, Ташкента, Шымкента, Тараза.
Вновь джунгары напали на казахские кочевья в 1723 году, и казахские роды вынуждены были отступать, уходя к Ходженту и Самарканду. Они дошли даже до Ташкента. Период с 1723 по 1727 годы в казахской истории носит название «Годы великого бедствия» из-за агрессивных вторжений джунгарских феодалов.
В начале XVIII веков хан Младшего жуза Абулхаир сформировал казахское ополчение, с помощью которого ему удалось приостановить джунгарскую экспансию. Продолжались нападения на Младший жуз со стороны бухарских правителей, Кокандского и Хивинского ханств, участие в набегах постоянно предпринимали туркменские племена, яицкие и сибирские казаки. Причиной обращения Младшего жуза за помощью к России стали нападения не только джунгар, но и набеги с запада племён башкир и волжских калмыков.
Не меньше бедствий принесло крупное нашествие на Средний и Старший жузы джунгарского хунтайджи Галдан-Цэрэна, длившееся с 1741 по 1742 годы. В результате джунгарской военной кампании 1741—1742 годов крупнейшие владельцы Среднего жуза признали себя вассалами Джунгарского хунтайджи. Хан Абылай был взят в плен. Видные султаны Старшего жуза перешли на сторону победителей, дали аманатов (заложников) и обязались платить джунгарам дань. Хан Среднего жуза Абилмамбет также направил своего младшего сына, султана Абулфейза, в Джунгарию в качестве заложника и платил дань. Таким образом, Средний жуз был поставлен в такое же положение зависимости от Джунгарского ханства, как и Старший жуз. Позднее и хан Младшего жуза Абулхаир, также был вынужден отправить к хунтайджи своего сына. Предоставление родовитых аманатов признавалось гарантией соблюдения договорных отношений сторон по установлению сюзеренитета-вассалитета.
В 1748 году Абылай, хан Среднего жуза, постоянно воевавший с джунгарами в Семеке, принял российское подданство. В 1756 году он также присягнул на верность ещё и китайскому подданству. Казахские историки видят в этом самостоятельность и политическую гибкость.
19 февраля 1731 года царицей Анна Иоанновна была выдана инструкция от государственной коллегии иностранных дел переводчику восточных языков Мегмету Тевкелеву, отправленному в Киргиз-Кайсацкую Орду Казахское ханство для приведения оной в подданство России. Этим же числом царицей была подписана и выдана Мегмету Тевкелеву жалованная грамоте старшине Киргиз-Кайсацкой Орды Абулхаир Хану Абулхаир Хан и всему войску о принятии их в российское подданство. Принял ли Абулхаир Хан российское подданство или нет- достоверных данных на этот счёт нет. В 1817 году султан Суйк Абылайулы привёл в российское подданство 66 000 человек племени жалаир. Казахские роды зимовали в хивинских и кокандских владениях, а летом предпочитали кочевать в районах, подчинённых России. Подати с кочевников собирали как среднеазиатские ханства, так и российские власти. С пограничными районами России Южный Казахстан и Семиречье поддерживали торговые и политические связи.
Хивинский хан Мухаммед-Рахим в 1820 годах собрал 10-тысячное войско и разорил около 2000 казахских аулов. Против кокандских и хивинских бекств (их было более 115) казахи поднимали восстания в 1821, 1843, 1845 годах. В 1821 году против Коканда вспыхнуло восстание в окрестностях Туркестана, Шымкента, Аулие-Аты под предводительством Тентек-торе с базовым лагерем в крепости Сайрам. В 1858 году в районе Аулие-Аты произошло одно из самых крупных восстаний казахов против Коканда, когда казахи дошли до Пишпека и захватили несколько кокандских крепостей.
Российская граница укреплялась строительством крепостей и опорных пунктов. Центром Семиреченского края стало укрепление Верное, построенное в 1854 году. На следующий год крепость стала превращаться в центр Семиреченского края. В Семиречье в октябре 1860 года кокандцы отправили двадцатитысячное войско на укрепление Верного чтобы завоевать и укрепить владычество в этом регионе. Навстречу им выдвинулись русские части и казахские джигиты под командованием подполковника Герасима Колпаковского (его именем был назван проспект в г. Верный (нынешний Алматы), позже переименованый в проспект Ленина (наряду с переименованием г. Верного в г.Алма-Ата), сейчас он носит название Достык). Недалеко от Алматы возле Узун-Агаша состоялось большое сражение русской армии и кокандского войска, длившееся с 19 по 21 октября. Несмотря на превосходство в численности, кокандцы потерпели неудачу.
Официальная историческая наука современного Казахстана не спешит признавать добровольное присоединение казахских родов к России, предпочитая говорить о «полном присоединении территории Казахстана к России». Попытки казахских ханов Хак-Назара, Тауке и других создать крупное централизованное государство предпринимались в первых десятилетиях XVIII века, но они не были реализованы вследствие междоусобной борьбы казахских правителей, отсутствия устойчивых политических и экономических связей между жузами и кочевого образа жизни народонаселения. В конце XVIII — начале XIX века большинство территорий Младшего и Среднего жузов вошло в состав России, остальная часть казахских земель находилась в зависимости от среднеазиатских ханств. Нередко в официальной истории Казахстана фигурируют мнения, что имела место колониальная политика по захвату казахских земель и превращения Казахстана в сырьевой придаток империи.
Директор Института истории им. Ш. Марджани Рафаэль Хакимов в книге «Хроника тюрко-татарских государств», обращаясь к истории казахского ханства, называет его составные части, отмечая, что с 1770-х годов казахские ханы оказались в зависимости от Российской империи, а в 1847 году ханская власть в казахских жузах была упразднена, и территория включена в состав Российской империи в качестве административной единицы.
В работе российского историка Избасаровой Г. Б. отмечается, что на основе большого фактологического материала была сформирована точка зрения на основную причину расхождений в оценке исторического периода вхождения казахских жузов в состав Российской империи — различное понимание подданства казахами и российской администрацией. Политические аспекты русско-казахских отношений и вхождение казахов Младшего жуза в состав России в дореволюционный период рассматривалось властями с точки зрения государственных интересов России без учёта национальных особенностей казахов и понимания ими обязательств, которые возникали в связи с понятием государственности.
Д. Б. Тебаев в историческом исследовании проблем присоединения казахских степей к России, признавая верность выводов Д. Я. Резуна и М. В. Шиловского об отсутствии у казахов на момент присоединения к Российской империи какой-либо государственности, что является доказательством «волеизъявления ханов… ничем иным как просьбой вождей о принятии в подданство» России, соглашается с требующим уточнения исследователем А. Ю. Быковым: что именно присоединялось — «население, территория или то и другое одновременно». По мнению историка, в историографии территория Степного края должна рассматриваться «как окраина и… как колония».
Назира Нуртазина, профессор кафедры истории Казахстана в Казахском национальном университете рассматривает вхождение казахских джузов в состав России как присоединение не просто земель и географических единиц, а самостоятельных государств и народов на которых «военно-политические акции русского царизма сопровождались политикой „разделяй и властвуй“, призванной вызвать отчуждение и вражду между этносами». По мнению профессора «если в истории Северной Америки был „героико-романтический“ период с циничным слоганом „Хороший индеец — мёртвый индеец“, то история русского колониализма нисколько не уступала им по жестокости и цинизму», это был «разгул жестокости и зверства». Историческое сравнение в данном исследовании на этом факте останавливается, хотя в XXI веке индейцы в США живут в резервациях, а казахи — в собственном государстве с развитой инфраструктурой, построенной в советский период. В 2012 году разница доходов между группами населения наиболее богатых и самых бедных.в Казахстане по данным известных экономистов Аманжола Кошанова и Каната Берентаева составляла 29 к 1, тогда как в СССР показатель этой разницы был 4,4 к 1.
Академик М. Козыбаев из Института истории и этнологии им. Ч. Ч. Валиханова стал носителем распространения идей о насильственной колонизации, проводимой Российской империей, которая представлялась олицетворением зла. Академик сдвигает исторические рамки, проводя идею о том, что история присоединения Казахстана к Российской империи начинается с завоевания Сибири Ермаком. Его тезис об «активной политике по изъятию земель» у казахов не аргументирован историческими документами и ничем не обоснован, тем не менее, он повторяется в современных работах казахских исследователей. Так, историк Султан Акимбеков считает, что «российская политика приобретает общие черты политики колониальной с конца XIX века». Признавая факт, что казахи не могли существовать самостоятельно, так как у них «к началу XIX века заметно снизился уровень централизации власти» вследствие «низкого уровня политической организации», к тому же они «оказались между двумя мощными аграрными империями с централизованной системой власти — Китаем и Россией», он связывает строительство укреплений оборонной линии с «лишением казахских племён части их земель».
Историк Д. Б. Тебаев отмечает, что учебники по истории Казахстана представляют Российскую империю как завоевателя и угнетателя покорённых народов, колонизация рассматривается как сугубо негативный процесс, а в работах казахских историков постсоветского периода (А. Абдакимова «История Казахстана с древнейших времён до наших дней», Кузембай-улы в работе «История дореволюционного Казахстана» и др.) присоединение степных казахов «рассматривается через призму насильственного захвата территорий, принадлежавших кочевникам». Историки стараются сделать историю Казахстана более древней, не приводя при этом исторических источников, большое внимание уделяя «колонизации», которая «негативным образом отразилась на системе жизнеобеспечения кочевников, разрушила традиционную структуру казахского общества» и «затормозила развитие производительных сил края».
В конце 1990-х годов написано немало научных работ, защищён ряд диссертаций ряд по темам: «Сырдарьинская военно-политическая линия в системе колонизационной политики царизма в Северном Приаралье и Южном Казахстане» (40-60-е гг. XIX в.) (А. Ж. Байхожаев, Алма-Ата, 1999); «Военное присутствие в северо-западном Казахстане в XVII—XIX вв.» (Ж. С. Мажитова, Караганда, 1997); «Колониальная политика царизма в Казахстане на примере Тургайской области» (1868—1914 гг.) (Р. Х. Сариева Алматы, 2002); «Участие Сибирского казачества в подавлении национально-освободительного движения казахского народа под предводительством султана Саржана и Кенесары Касымова» (1824—1847 гг.) (Х. А. Аубакирова Астана, 2000 г.) и другие.
Историк также отмечает, что в последнее время появляются более взвешенные работы, приводя в пример исследование И. В. Ерофеевой «Хан Абулхаир: полководец, политик, правитель», и пишет о том, что исторические исследования должны базироваться на системе и структуре аргументированных исследований, иначе «неправильное и догматичное понимание истории колонизации империи с присущим ему псевдопатриотизмом может привести к негативным последствиям для исторической науки Казахстана».